# تهی‌شدن نفت

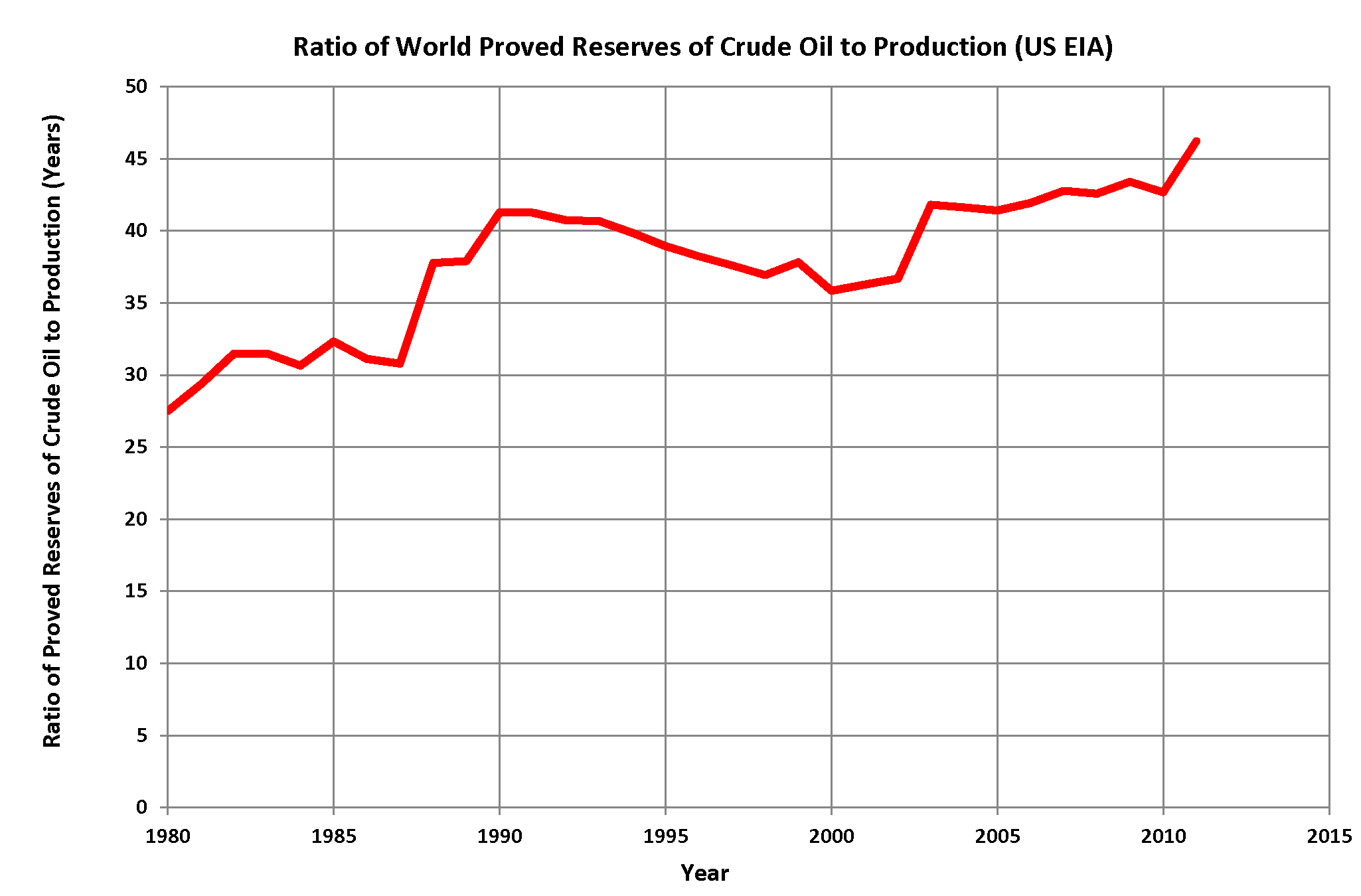
نسبت ذخایر نفت اثبات‌شده جهانی به تولید، 1980-2011 (UN EIA)

تهی‌شدن نفت یا فروکاهش نفت (به انگلیسی: Oil depletion)، کاهش تولید نفت یک چاه، میدان نفتی یا منطقه جغرافیایی است. تئوری پیک هابرت، نرخ‌های تولید را بر اساس نرخ‌های کشف پیشین و نرخ‌های تولید پیش‌بینی‌شده پیش‌بینی می‌کند. منحنی‌های هابرت پیش‌بینی می‌کنند که منحنی‌های تولید منابع تجدیدناپذیر به یک منحنی زنگوله‌ای تقریب می‌رسد؛ بنابراین، بر اساس این نظریه، زمانی که از اوج تولید عبور می‌کند، نرخ تولید وارد یک مرحلهٔ کاهش غیرقابل برگشت می‌شود.

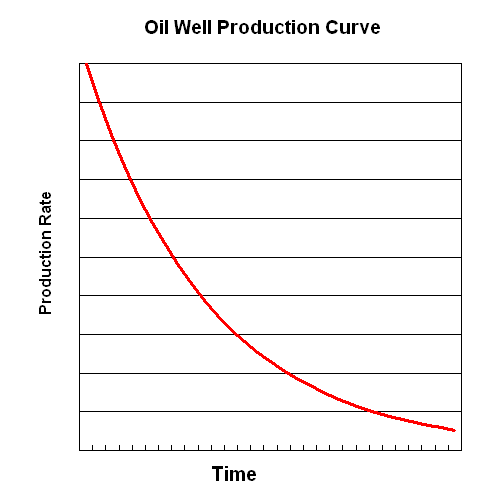
منحنی تولید نفت نظری برای یک چاه با کاهش نمایی

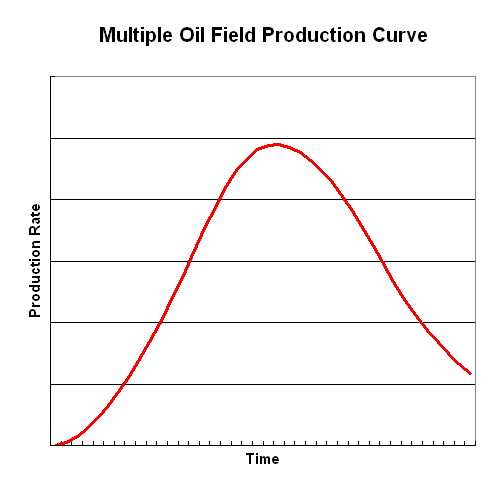
نمودار تئوری هابرت تولید چند میدان نفتی